# Christine Spittel-Wilson
Christine Spittel-Wilson FRGS, geboren als Christine Spittel (* 1912; † 26. Februar 2010 in Colombo, Sri Lanka) war eine britische Schriftstellerin.

## Biografie
Christine Spittel entstammte einer Familie von Ärzten, Künstlern und Schriftstellern und absolvierte ihre Schulausbildung an der Privaten Mädchenschule von Roedean, England. Sie begleitete bereits als junge Frau ihren Vater Richard Lionel Spittel nach Ceylon über den sie später die Biografie „Surgeon of the Wilderness“ verfasste. In Sri Lanka beschäftigte sie sich mit dem dortigen indigenen Volk der Veddas. Dieses Volk beschäftigte zeitlebens und als 2008 eine Delegation der Veddas sie in ihrem Haus in Colombo besuchte, wurde dies im sri-lankischen Fernsehen und Presse veröffentlicht.
1944 heiratete sie den im Juni 2007 verstorbenen Major Alistair McNeil-Wilson mit dem sie ihre weitere Leidenschaft des Reisens teilte. Über diese Reisen verfasste sie neben mehreren Artikeln auch das Kochbuch „Secrets of Eastern Cooking“ und wurde Fellow der Royal Geographical Society (FRGS).
Zu den weiteren schriftstellerischen Werken gehören die Romane „The Bitter Berry“, „The Mountain Road“ und „I am The Wings“. 2007 erschien ihre Autobiografie „Christine. A memoir“.
Christine Spittel-Wilson, die sich auch in anderen künstlerischen Bereichen betätigte, gab zuletzt noch 2008 eine Ausstellung ihrer Malerei und Keramikkunst.